# Pisidia

Regiones de Asia Menor en la Antigüedad, incluida Pisidia.

Pisidia o Psidia (del latín Pisidia o Psidia y estos del griego ἡ Πισιδική; gent. gr. Πισίδαι; lat. Pisidae) fue una región del sursureste de Asia Menor. Parte históricamente de Panfilia, estaba poblada por la misma gente.

## Geografía

### Límites
Sus límites fueron: al este la región montañosa de Isauria; al sur, Panfilia; al oeste, Licia, Caria y Frigia; y al norte Frigia (la Frigia Parorios). 

### Montañas
El país era montañoso, atravesado por ramificaciones de los montes Tauro, pero con algunos valles fértiles y llanuras extensamente cultivadas especialmente con olivos. Las montañas que venían de Frigia (del Cadmus) tomaban el nombre de Sardemisus junto a Termeso y en el distrito de Milyas el de Climax.

### Ríos y lagos
En estas montañas nacían los ríos Catarrhactes y Cestrus, que regaban Pisidia y Panfilia y desaguaban en el mar Mediterráneo en el golfo de Panfilia. Los principales lagos eran el Coralis, el Trogitis (ambos a veces mencionados como parte de Frigia y de Licaonia), el Pusgusa o Pungusa (mencionado sólo en fuentes bizantinas) y el gran lago de sal de Ascania (Gran Lago Salado).

## Economía
Los principales productos del país eran la sal, las raíces de iris, de las que se hacían perfumes, y vino, siendo famoso en la época clásica el vino de Amblada.

## Ciudades y distritos
Las principales ciudades fueron Antioquía de Pisidia, Sagalaso, Etenna, Isionda, Termeso, Filomelio, Neápolis, Selge, Adada, Pedneliso, Cibira, Enoanda, Bubón, Lirbe y Laodicea. 
Se dividía en diversos distritos de los que se conocen:
- Al suroeste, colindante con Licia, el distrito de Milies o Milyas
- Al lado del anterior Cabalia

## Población y lengua
Si bien existe una lengua autóctona que parece no haberse hablado más que en Pisidia, denominada pisidio y emparentada con las otras lenguas anatolias de Asia Menor en la región también aparecieron en cierto momento personas de etnia frigia que son de otra rama indoeuropea, diferente de la anatolia.

## Historia
Bajo dominio persa (siglo VI a. C.), participó con un contingente en la invasión de Grecia por Jerjes.
Posteriormente, Alejandro Magno conquistó Sagalassos en su marcha hacia Persia, pero Termeso le hizo frente. Nominalmente dentro de Macedonia, después de la muerte de Alejandro quedó en los dominios de Pérdicas y fue concedida a Eumenes, que nunca la ocupó y pasó a Antígono I Monoftalmos (321 a. C.). Al ser considerada una parte de la satrapía de Frigia, si bien probablemente solo eran parte el norte y el noroeste, donde formaba la llamada Frigia Pisídica, el resto del país debía permanecer independiente, y consta que se emitía moneda.
En 301 a. C. el país, que seguía de hecho independiente, pasó a los seléucidas que establecieron algunas ciudades como Seleucia Sidera y dominaron mejor el país, pero solo parcialmente. Durante la época seléucida los pisidios se dedicaron a hacer correrías por las regiones vecinas.

Mapa de Asia Menor tras la paz de Apamea:
Ciudades griegas independientes.
Rodas, aliado romano.
Pérgamo, aliado romano.
Reino seléucida, derrotado en la guerra.
Chipre (egipcio).

Derrotado Antíoco III Megas, con la paz de Apamea, el país fue asignado al reino de Pérgamo (188 a. C.), pero permaneció independiente de hecho; en 133 a. C. el reino de Pérgamo pasó por testamento a Roma y Pisidia quedó dentro de la provincia de Asia, y hacia 125 a. C. fue entregada al reino de Capadocia, que no pudo tener el control, volviendo pronto a Roma (102 a. C.); los romanos la tuvieron que conquistar y en 88 a. C. fue incluida en Cilicia, juntamente con tres distritos de Frigia (Apamea, Laodicea y Sinnada); otra vez parte de la provincia de Asia a mitad del siglo I a. C., hacia el 39 a. C. fue donada por Marco Antonio a su aliado el tetrarca Amintas de Galacia, al que encargó someter a los bandidos conocidos como homonadesi, que dominaban la zona montañosa y controlaban las comunicaciones entre Pisidia y Panfilia, pero Amintas murió en la lucha y Galacia se convirtió en provincia romana, incluyendo Pisidia; finalmente los homonadesi fueron exterminados el 3 a. C., pero los romanos aún no habían podido establecer ninguna colonia o mantener allí guarniciones y las ciudades sometidas simplemente pagaban un tributo, pero conservaban la independencia. Bajo Augusto se dieron tierras a los veteranos del ejército y se establecieron ocho colonias, destacando las de Antioquía, Sagalassos, Olbasa, Cremna y Comama.
Progresivamente, la región se latinizó. Antioquía fue visitada por San Pablo y después del 311 fue la sede metropolitana de Pisidia.
Fue constituida en provincia, hacia el 294 en la reorganización de Diocleciano con Antioquía de Pisidia como capital, formada básicamente por Pisidia y parte de Licaonia, dentro de la diócesis de Asia. En el siglo IV se le incorporó parte de Frigia, pero perdió la parte de Licaonia. En el período cristiano tuvo 25 sedes episcopales. La provincia subsistía en tiempos del emperador bizantino Justiniano. 
La provincia romana de Pisidia fue creada hacia el 294, y limitaba al este con Capadocia; al sur con Isauria, Licia y Panfilia; al oeste con Frigia Primera y al norte con Galacia y Frigia Segunda.
En el siglo IV fue ligeramente ampliada con Frigia Parorios, pero la zona del Gran Lago Salado (Acanius) fue incluida en Licaonia.
La capital fue Antioquia de Pisidia.
En 518, la región sufrió un devastador terremoto y en 541-543 sufrió una epidemia de peste; más tarde hubo otros terremotos y en los siglos VII, VIII y IX, sufrió incursiones de los árabes. Pasó a los turcos selyúcidas después de 1071, pero fue objeto de disputa con los bizantinos hasta 1176, cuando, después de la batalla de Miriocéfalo, el control turco se impuso definitivamente.